# Müller Júlia
Müller Júlia névvariáns: Müller Juli (Budapest, 1964. december 14. –) Domján Edit-díjas magyar színésznő.

## Életpályája
Szülei 1956-ban ismerték meg egymást. Édesapja Müller Péter író, drámaíró, dramaturg, az ezoterikus irodalom egyik legismertebb alakja, féltestvére Müller Péter Sziámi költő, énekes (aki 1951-ben született édesanyjuk korábbi kapcsolatából). 13 évesen, 1977-ben szerepelt a Székács a köbön című ifjúsági filmben. 1983 és 1986 között a Nemzeti Színház Stúdiójának, majd 1988-ig a Színház- és Filmművészeti Főiskolának volt hallgatója. 1989-től a Szegedi Nemzeti Színház színésznője volt, 2003-tól 2005-ig a Miskolci Nemzeti Színházban szerepelt. Szabadfoglalkozású művésznőként játszott a székesfehérvári Vörösmarty Színházban, a Thália Színházban, Miskolcon és Szegeden is.

## Fontosabb színházi szerepei
- William Shakespeare: Szentivánéji álom... Hippolyta
- William Shakespeare: Macbeth... Lady Macbeth
- William Shakespeare: Vízkereszt, vagy amit akartok... Olívia, gazdag grófnő
- William Shakespeare: Rómeó és Júlia... Dajka
- Molière: Tartuffe... Dorine
- Molière: Don Juan avagy a kőszobor lakomája... Sári, parasztlány
- Friedrich Schiller: Stuart Mária... Hanna
- Anton Pavlovics Csehov: Három nővér... Olga
- Anton Pavlovics Csehov: Cseresznyéskert... Ranyevszkaja, Ljubov Andrejevna, földbirtokosnő
- George Bernard Shaw: Tanner John házassága (Ember és felsőbbrendű ember)... Rhoda
- Bertolt Brecht: Filléres opera... Celia, Peachum felesége
- Edmond Rostand: A sasfiók... Mária Lujza
- Federico García Lorca: Bernarda Alba háza... Martirio
- Sławomir Mrożek: Tangó... Eleonóra
- Jaroslav Hašek: Svejk... Katy, táncosnő a bordélyban
- Stanisław Ignacy Witkiewicz: Hőbörgő Mátyás János Károly... Zsófi
- Agatha Christie: Fekete kávé... Miss Caroline Amory
- Neil Simon: Furcsa pár (női változat)... Olive Madison; Sylvie
- Georges Feydeau: Bolha a fülbe... Raymonde Chandebise
- Robert Thomas: Nyolc nő... Augustine
- Robert Harling: Acélmagnóliák... Annelle Dupuy Desot
- Arnold Wesker: Konyha... Molly
- Csáth Géza: A Janika... Szakácsnő
- Molnár Ferenc: Úri divat... Adél
- Molnár Ferenc: Az üvegcipő... Adél
- Szép Ernő: Vőlegény... Duci
- Szép Ernő: Lila ákác... Hédi
- Füst Milán: Máli néni... Tilda
- Békeffi István: A régi nyár... Mimóza
- Rideg Sándor: Indul a bakterház... Rozi
- Weöres Sándor: A holdbeli csónakos... Heléna
- Mándy Iván: Régi idők focija... Aranka, Minarik Ede felesége
- Spiró György: Prah... Nő
- Bereményi Géza: Az arany ára... Eleonóra
- Müller Péter: Szomorú vasárnap... Helénke
- Bacsó Péter – Hamvai Kornél: A tanú... Gogolákné (Primadonna, Patocsni, kartárs)
- Egressy Zoltán: Portugál... Asszony
- Háy János: A Gézagyerek... Szomszéd nő
- Zalán Tibor: Bevíz úr hazamegy, ha... ...Hősné
- Rákoss Péter... A mumus... Hébehó, mumus
- Grimm fivérek – Romhányi József: Hamupipőke... Hétzsákné
- Zágon István – Nóti Károly – Eisemann Mihály: Hyppolit, a lakáj... Aranka
- Szilágyi László – Eisemann Mihály: Én és a kisöcsém... Nusi, elárusítónő
- Huszka Jenő: Lili bárónő... Illésházy Christine
- Ivan Kušan: Galócza... Juraj felesége
- Michel Tremblay: Sógornők... Marie-Ange Brouillette
- Maurine Dallas Watkins – John Kander – Fred Ebb – Bob Fosse: Chicago... June
- John Van Druten – Joe Masteroff – John Kander – Fred Ebb: Kabaré... Schneider kisasszony
- Giulio Scarnicci – Renzo Tarabusi: Kaviár és lencse... Valeria, Leonida párja; Matilde, Leonida testvére
- Graham Chapman – John Cleese – Terry Gilliam – Eric Idle – Terry Jones – Terry Jones: Gyalog galopp... Dennisné; Essneki

## Filmek, tv
- Székács a köbön (1979)... Zsuzsa
- Franciska vasárnapjai (1997)
- VII. Olivér (2001)
- Egérút (2001)... Edit, a feleség
- Stambuch (2005)... Direktorné
- És a nyolcadik napon (2009)... Nővér
- Bulvár (2011)... Glória
- Munkaügyek (2013)... Eszes Anita
- A tanú (színházi előadás tv-felvétele, 2014)
- Tündérkert (2023) ...Kocsmárosné

## Díjai, elismerései
- Az évad színésznője (Szegedi Nemzeti Színház, 1999; 2001)
- Domján Edit-díj (2002)
- Az évad legjobb színésznője (Miskolci Nemzeti Színház, 2003 – társulat)
- Az évad legjobb színésznője (Miskolci Nemzeti Színház, 2003 – közönségdíj)